# 一六堂
株式会社一六堂は、日本の外食チェーンストアの1つ。「八吉」、「のど黒屋」などの店舗を主に首都圏に展開している。本社は東京都中央区。
2009年には同業で主にアイリッシュパブを展開するハブの株式の16.43%を取得し、同社の第2位株主となった。

## 沿革
- 1995年1月 - 会社設立。
- 2005年4月 - 名古屋証券取引所セントレックスに上場。
- 2011年12月9日 - 東京証券取引所市場第二部に上場。名古屋証券取引所2部に市場変更。
- 2012年6月30日 - 名古屋証券取引所上場廃止。
- 2012年12月10日 - 東京証券取引所市場第一部に市場変更。
- 2018年12月26日 - 代表取締役の資産管理会社である株式会社八越が株式公開買付けを実施し議決権所有割合ベースで54.30%の株式を取得。代表取締役の柚原は自らが保有する株式を含め同ベースで90.17%の株式を取得することとなった。
- 2019年3月19日 - 東京証券取引所上場廃止[1]。
- 2019年3月25日 - 株式併合を実施し、株主は株式会社八越と柚原洋一のみとなる。

## 主な業態展開
- 天地旬鮮　八吉（やきち）
- のど黒屋（のどぐろや）
- 和食酒房　うさみや
- 博多もつ鍋　黒㐂（くろき）
- 和食ダイニング　銀の月
- 銀座酒房　六角（ろっかく）
- 仙台牛たん　荒（あら）
- 鶏料理　鳥彩（とりさい）
- 八吉酒場（やきちさかば）
- SL酒場
- 東京カルビ
- 海鮮ひつまぶしと鯛茶のお店　八吉（やきち）
- チャイニーズレストラン　今飯天（ナウファンテン）
- だいにんぐばー　零（ぜろ）
- Tokyo Beer Restaurant
- 日本橋 老舗屋